# Odontosia orissa
Odontosia orissa är en fjärilsart som beskrevs av Kirby 1892. Odontosia orissa ingår i släktet Odontosia och familjen tandspinnare. Inga underarter finns listade i Catalogue of Life.